# Науменко, Олег Юрьевич
Олег Юрьевич Науменко (5 августа 1974 — 5 февраля 2023) — российский хоккеист, нападающий. Мастер спорта России.

## Биография
Воспитанник тольяттинского хоккея, первый тренер Владимир Швецов. Начинал играть за команду ЦСК ВВС Самара, в которой провёл 10 сезонов, был капитаном команды. Также выступал за хабаровский «Амур» (2000/01 — 2003/04), «Торпедо» Нижний Новгород (2005/05), «Металлург» Новокузнецк (2005), «Дмитров» (2005/06), «Есенице» (Словения, 2005/06).
Чемпион России (ФХР, 1992/93 и 1993/94), чемпион Словении (2005/06).
Скончался в 2023 году в возрасте 48 лет.